# Moritz Milatz
Moritz Milatz, né le 24 juin 1982 à Fribourg-en-Brisgau, est un coureur cycliste allemand spécialiste de VTT cross-country.

## Palmarès en VTT

### Jeux olympiques
- Pékin 2008
  - 16e de l'épreuve de cross-country VTT
- Londres 2012
  - 34e de l'épreuve de cross-country VTT

### Championnats du monde
- Canberra 2009
  - 7e du relais mixte

### Coupe du monde
- Coupe du monde de VTT-Marathon
  - 2005 : vainqueur d'une manche (Bad Goisern)

- Coupe du monde de cross-country 
  - 20e en 2012
  - 13e en 2014
  - 44e en 2015

### Championnats d'Europe
- 2004
  -  Médaillé d'argent du relais mixte
- 2007
  -  Médaillé de bronze du VTT-Marathon
- 2012
  -  Champion d'Europe de cross-country VTT
- 2014
  -  Médaillé d'argent du relais mixte

### Championnats d'Allemagne
- Champion d'Allemagne de cross-country VTT : 2006, 2010, 2011 et 2013 (2e en 2008, 2009 et 2016)
- Champion d'Allemagne de VTT-Marathon : 2011

### Autres
- Roc d'Azur (2011)

## Palmarès sur route

### Classements mondiaux
| Année         | 2006 |
| ------------- | ---- |
| UCI Asia Tour | 154e |